# Jinjiang
Jinjiang (chiń. upr. 晋江; chiń. trad. 晉江; pinyin Jìnjiāng) – miasto w Chinach, w prowincji Fujian. W 2010 roku liczyło 1 172 827 mieszkańców.